# John Bonetti
John Joseph Bonetti (New York, juni 1928 - 27 juni 2008) was een Amerikaans professioneel pokerspeler. Hij won onder meer het $5.000 Deuce to Seven Draw-toernooi van de World Series of Poker 1990, het $1.500 Pot Limit Hold 'em-toernooi van de World Series of Poker 1993 en het $5.000 Deuce to Seven Draw-toernooi van de World Series of Poker 1995. Bonetti verdiende gedurende zijn leven $4.188.332,- met pokertoernooien (cashgames niet meegerekend).

## Wapenfeiten
Met drie World Series of Poker (WSOP)-titels achter zijn naam, behoort Bonetti tot een select gezelschap. Hij was niettemin meer dan eens dicht bij nóg een WSOP-zege. Zo werd hij ook:
- achtste in het $10.000 No Limit Hold 'em World Championship van de World Series of Poker 1990
- tweede in het $5.000 Omaha Pot Limit-toernooi van de World Series of Poker 1991 (achter Jay Heimowitz)
- derde in het $1.500 Seven-Card Stud Split-toernooi van de World Series of Poker 1992
- derde in het $2.500 Limit Hold 'em-toernooi van de World Series of Poker 1993
- derde in het $10.000 No Limit Hold 'em World Championship van de World Series of Poker 1993
- zevende in het $1.500 Omaha Limit-toernooi van de World Series of Poker 1995
- tweede in het $5.000 Limit Hold 'em-toernooi van de World Series of Poker 1996 (achter Hieu Ngoc Ma)
- derde in het $10.000 No Limit Hold 'em World Championship van de World Series of Poker 1996
- vierde in het $2.500 Seven-Card Stud-toernooi van de World Series of Poker 1997
- negende in het $2.500 Seven-Card Stud Split-toernnoi van de World Series of Poker 1998
- achtste in het $5.000 Limit Hold 'em-toernooi van de World Series of Poker 1998
- tweede in het $1.500 Limit Hold 'em-toernooi van de World Series of Poker 1999 (achter Charles Brahmi)
- vierde in het $2.500 Limit Omaha Hi/Lo-toernooi van de World Series of Poker 2000
- derde in het $5.000 Omaha Hi-Lo Split Eight or Better-toernooi van de World Series of Poker 2001
- negende in het $5.000 Pot Limit Omaha-toernnoi van de World Series of Poker 2002
- vierde in het $1.500 Omaha Hi-Lo Split-toernooi van de World Series of Poker 2003

en
- derde in het $5.000 No Limit Hold 'em-toernooi van de World Series of Poker 2005

Bonetti's beste prestatie op de World Poker Tour was die in januari 2004, toen hij zevende werd in het $10.000 Main Event - No Limit Hold 'em van The Fifth Annual Jack Binion World Poker Open. Hij stierf op tachtigjarige leeftijd.

## WSOP
| Jaar                       | Toernooi                   | Prijs      |
| -------------------------- | -------------------------- | ---------- |
| World Series of Poker 1990 | $5.000 Deuce to Seven Draw | $83.250,-  |
| World Series of Poker 1993 | $1.500 Pot Limit Hold 'em  | $122.400,- |
| World Series of Poker 1995 | $5.000 Deuce to Seven Draw | $101.250,- |